# Amauromyza
Amauromyza (лат.) — род минирующих мух из подсемейства Phytomyzinae.

## Описание
Щеки высокие, их высота составляет треть или половину высоты глаза. Орбитальные волоски вертикальные или отклонённые в бок. Костальная жилка заканчивается обычно у места впадения медиальной жилки M1 в край крыла, реже доходит только до впадения радиальной жилки R4+5. Жужжальца белые или полностью чёрные, но никогда не белое с коричневатой вершиной. От других родов отличается уверенно только по строению гениталий самца. Вершина эдеагуса (дистифаллус) темная окружена мембраной из шипиков. Гипандрий толстый полукруглый.

## Биология
Личинки этого рода образуют крупные пятновидные мины или питаются внутри стеблей. Кормовыми растениями являются представители семейств амаратновые, сложноцветные, бурачниковые, гвоздичные и бобовые.

## Классификация
Включает около 60 видов, в том числе:
- Amauromyza abnormalis (Malloch, 1913)
- Amauromyza acuta Sasakawa & Fan, 1985
- Amauromyza albidohalterata (Malloch, 1916)
- Amauromyza aliena (Malloch, 1914)
- Amauromyza angulicornis Zlobin, 1997
- Amauromyza anomala Spencer, 1981
- Amauromyza auriceps (Melander, 1913)
- Amauromyza balcanica (Hendel, 1931)
- Amauromyza belamcandae Sasakawa, 1981
- Amauromyza bifida Sasakawa & Fan, 1985
- Amauromyza boliviensis Sasakawa, 1992
- Amauromyza caliginosa (Spencer, 1963)
- Amauromyza carlinae (Hering, 1944)
- Amauromyza chamaebalani (Hering, 1960)
- Amauromyza chenopodivora Spencer, 1971
- Amauromyza clinopodii Sasakawa, 1998
- Amauromyza confondata Spencer, 1986
- Amauromyza crucifera Sasakawa, 2007
- Amauromyza elaeagni (Rohdendorf-Holmanová, 1959)
- Amauromyza elsinorensis Spencer, 1981
- Amauromyza flavida Spencer, 1975
- Amauromyza flavifrons (Meigen, 1830)
- Amauromyza fuscibasis (Malloch, 1934)
- Amauromyza gigantissima (Spencer, 1959)
- Amauromyza gyrans (Fallén, 1823)
- Amauromyza indecisa (Malloch, 1913)
- Amauromyza insularis Spencer, 1981
- Amauromyza karli (Hendel, 1927)
- Amauromyza knowltoni Spencer, 1986
- Amauromyza labiatarum (Hendel, 1920)
- Amauromyza lamii (Kaltenbach, 1858)
- Amauromyza leonuri Spencer, 1971
- Amauromyza lucens Spencer, 1981
- Amauromyza luteiceps (Hendel, 1920)
- Amauromyza madrilena (Spencer, 1957)
- Amauromyza maltensis Černý, 2004
- Amauromyza meridionalis (Spencer, 1975)
- Amauromyza mihalyii Spencer, 1971
- Amauromyza monfalconensis (Strobl, 1909)
- Amauromyza morionella (Zetterstedt, 1848)
- Amauromyza nevadensis Spencer, 1981
- Amauromyza nigripennis (Sasakawa, 1961)
- Amauromyza nipponensis (Sasakawa, 1955)
- Amauromyza obscura (Rohdendorf-Holmanová, 1959)
- Amauromyza obscuripennis (Strobl, 1906)
- Amauromyza papuensis Spencer, 1966
- Amauromyza paragyrans Papp, 2019
- Amauromyza plectranthi (Sasakawa, 1961)
- Amauromyza pleuralis (Malloch, 1914)
- Amauromyza pterocaula Valladares, 1998
- Amauromyza queenslandica Spencer, 1977
- Amauromyza rameli Černý, 2011
- Amauromyza ramosa Sasakawa, 2013
- Amauromyza ranchograndensis Spencer, 1973
- Amauromyza remus Spencer, 1981
- Amauromyza riparia Sehgal, 1971
- Amauromyza romulus Spencer, 1981
- Amauromyza schusteri Spencer, 1981
- Amauromyza scleritica Spencer, 1981
- Amauromyza shepherdiae Sehgal, 1971
- Amauromyza soosi Zlobin, 1985
- Amauromyza stachysi Guglya, 2021
- Amauromyza stroblii (Hendel, 1920)
- Amauromyza subinfumata (Malloch, 1915)
- Amauromyza triseta (Spencer, 1959)
- Amauromyza verbasci (Bouché, 1847)

## Распространение
Встречается на всех континентах кроме Антарктиды.